# Jean Gruter
Pour les articles homonymes, voir Franz Grüter.
Jean Gruter (en néerlandais Jan Gru[y]ter[e], latinisé en Janus Gruterus), né le 3 décembre 1560 à Anvers et mort le 20 septembre 1627 à Bierhelderhof, près de Heidelberg, est un poète, juriste, philologue et historien flamand.

## Biographie

### Jeunesse
Son père, Gautier Gruter, bourgmestre d’Anvers, ayant signé, en 1566, le célèbre compromis des Nobles, contenant une protestation énergique contre la tyrannie des ordonnances royales de Philippe II contre le protestantisme et, ayant accordé l’hospitalité à un banni, il fut proscrit, et dut s’enfuir avec sa femme, Catherine Tishem, qui était Anglaise de naissance, et son enfant en Angleterre. Ayant abordé après beaucoup d’incidents, ils se retirèrent d’abord à Norwich, où le jeune Gruter reçut sa première instruction par les soins de sa mère, femme des plus instruites, qui savait le français et l’italien aussi bien que le latin. La langue grecque lui était si familière, qu’elle lisait Galien dans l’original. Gruter passa ensuite sous la direction de plusieurs précepteurs ; il se rendit avec l’un d’eux, Richard Swagle, à l’université de Cambridge, où il continua ses études, ayant été agrégé au collège de Gonville and Caius. En 1576, il alla faire son doctorat en droit à l’université de Leyde, où il suivit les cours du célèbre jurisconsulte français Hugues Doneau.

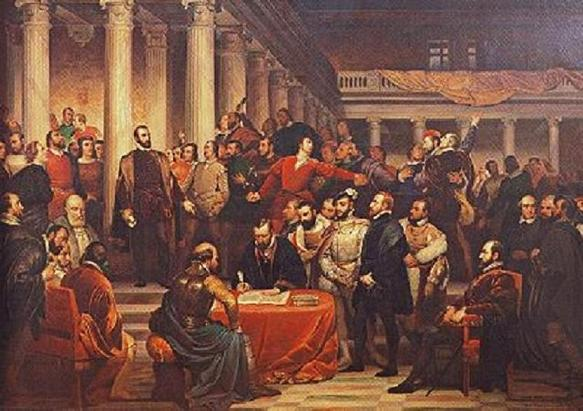
Le Compromis des nobles en 1566 par de Bièfve (1841).

### Exil
Pendant son séjour à Leyde, il composa plus de cinq cents sonnets en flamand, et se lia d’amitié avec Johan van der Does, Jacob Harmensen, et Rombant Hogebeerts. Il se rendit ensuite à Anvers, dont les États généraux des Pays-Bas s’étaient rendus maitres. Son père, de retour dans cette ville, y avait été nommé prévôt d’un quartier et commissaire des vivres. Lorsque Alexandre Farnèse vint assiéger Anvers, en 1584, Gruter quitta de nouveau sa patrie sur l’ordre de son père : il parcourut la France et quelques autres pays. En 1586 il se trouvait à Rostock, où il fit un cours d’histoire. L’année suivante il se rendit en Pologne, où il resta jusqu’au mois d’aout 1589, époque à laquelle Christian de Saxe, lui conféra une chaire d’histoire à l’université de Wittemberg. Après la mort de ce prince, en 1591, les professeurs reçurent l’ordre de signer le livre de la Concorde, confession de foi religieuse compilée par les théologiens luthériens en 1579. Gruter qui s’y était refusé, en déclarant ne pas connaitre ce livre, fut congédié sans égards.

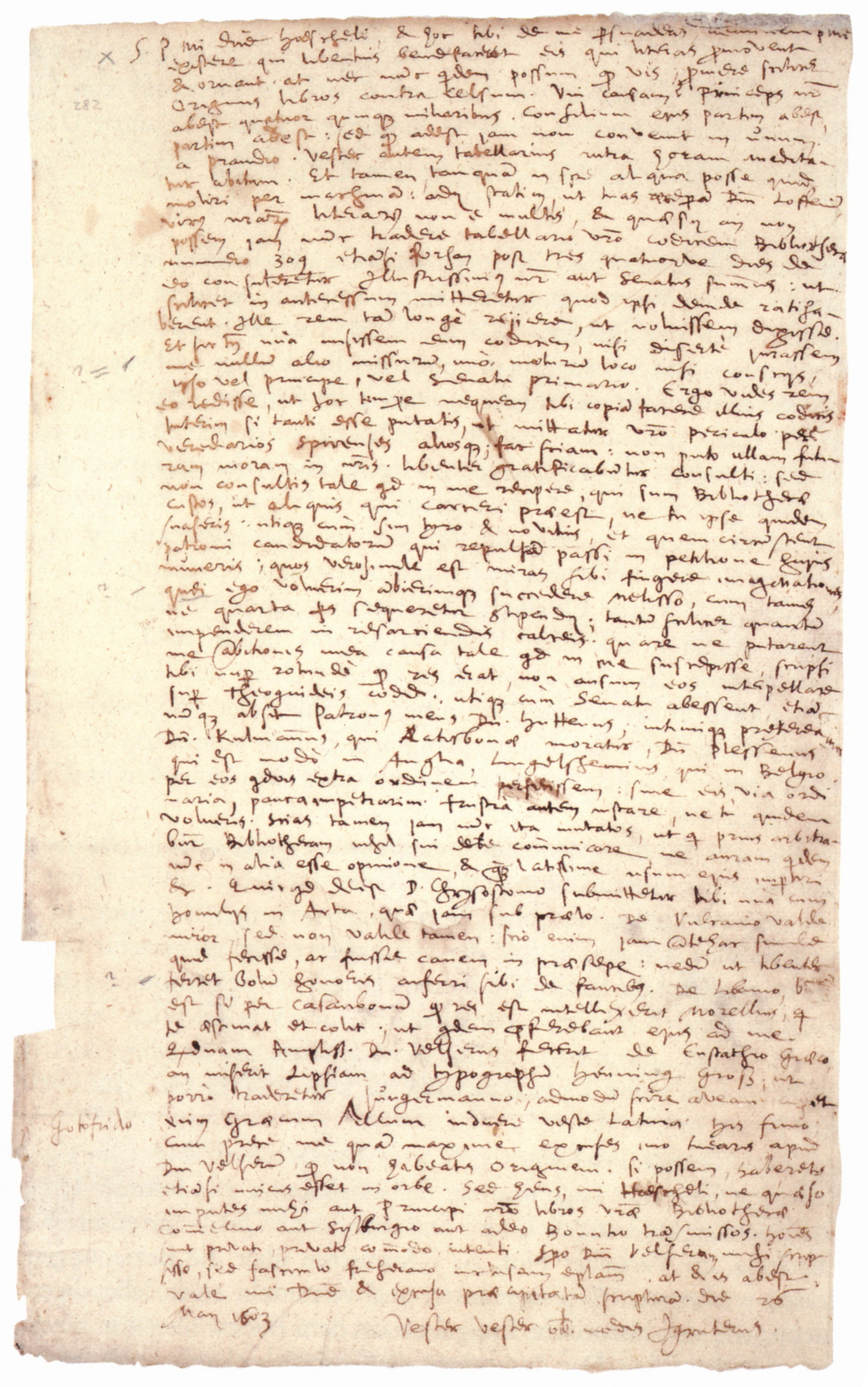
Lettre de Gruter à David Hœschel du 26 mai 1603.

### Carrière
Il vint en mai 1592 à Heidelberg, où il fut peu de temps après nommé professeur d’histoire à l’université de Heidelberg. En 1602, il devient directeur de la bibliothèque Palatine. En 1622, lors de la prise de Heidelberg par les Bavarois, il se retira à Bretten, chez Simendius, bailli de cette localité, son gendre. Sa magnifique bibliothèque, qui lui avait couté douze mille écus, fut en partie pillée par les troupes du général Tilly et transportée à Rome quelque temps après. Plus tard, le commissaire du pape permit à Gruter de reprendre les ouvrages imprimés qui lui appartenaient, mais Tilly, qui était convaincu de contribuer à la cause du catholicisme en volant leur patrimoine intellectuel aux protestants, ne voulut jamais y consentir. Gruter passa ensuite quelque temps à Tübingen, avant de revenir à Bretten, où il acquit une maison de campagne aux environs de Heidelberg. Ayant été un jour faire visite à son gendre, il tomba malade chez ce dernier et mourut, dix jours après. Il fut enterré dans l’église de Saint-Pierre à Heidelberg, au moment même où arrivait la nouvelle que l’Académie de Groningue l’avait nommé professeur d’histoire et de langue grecque. Déjà plusieurs universités lui avaient fait des propositions séduisantes pour l’attirer dans leur sein.

### Caractère
Infatigable au travail, Gruter étudiait une grande partie de la nuit, et toujours debout. Son délassement consistait à cultiver des fleurs ; il aimait aussi à faire construire. Très aimable, il n’eut, à une époque où les savants ne répugnaient pas à s’injurier, que deux discussions littéraires, l’une avec Denys Godefroy, avec lequel il se réconcilia depuis entièrement, et l’autre avec David Pareus, à l’égard duquel il ne ménagea pas ses termes. Naturellement obligeant, il prêtait de l’argent à tout venant, et se déclarait heureux « de ne pas être né fille, parce qu’il n’aurait jamais su rien refuser ». Marié quatre fois, on l’a accusé d’avoir montré trop d’indifférence lors de la mort de ses épouses. On lui a également reproché d’avoir été peu religieux et d’avoir incliné vers l’athéisme. Thomas Crenius a prouvé la fausseté de cette dernière accusation dans ses Animadversiones philologica, t. IV, p. 142. Quant à la première, elle s’explique parce que Gruter détestait toute discussion sur la religion. Cependant, s’il refusa de signer le livre de concorde, il ne fit aucune difficulté d’embrasser le calvinisme à Heidelberg, après avoir fait profession de luthéranisme à Wittemberg. Comme philologue, Gruter joignait à une immense érudition un œil critique très exercés ; Duker, Drakenborch, Burmann et autres, qui ont publié après lui des auteurs qu’il avait édités, ont signalé son talent d’interprète et de correcteur. Le Thesaurus Inscriptionum, qu’il recueillit avec l’aide de Scaliger, a longtemps été indispensable à qui voulait connaitre à fond les antiquités romaines. Gruter a, de plus, montré un gout constant pour la poésie ; les recueils des poètes latins modernes qu’il avait rassemblés ont donné l’idée des collections de ce genre ailleurs en Europe.

## Publications
- Pericula poetica, id est : Elegiarum libri IV ; Manium Guillielmianorum liberunus ; Epigrammatum libellus ; Harmosynes, sive ocellorum libellus, Heidelberg, 1587, in-12
- Pericula secunda, Heidelberg, 1590, in-12
- Suspicionum Librinovem, in quibus varia scriptorum loca, præcipue vero Plauti, Apuleii et Senecae, emendantur, Wittemberg, 1591, in-8°.Il rédigea encore trente livres de Suspiciones, dont le manuscrit passa d’abord dans la bibliothèque de Sarrau, puis dans celle d’Isaac Vossius.
- Confirmatio suspicionum extraordinariorum, contra Dion. Godefredi in Senecam conjecturas, Wittemberg, 1591, in-8°
- Animadversiones in Seneca Opera, Heidelberg, 1594, in-f° ; Genève, 1595, 2 vol. in-12, avec des notes de Faber.
- Notæ ad Flori libros IV Rerum Romanarum, Heidelberg, 1597, in-8°.
- Papinii Statii Opera, Heidelberg, 1600, in-8°.
- Valerii Martialis Epigrammata, cum notis, Heidelberg, 1600, in-12 ; Francfort, 1602, in-16 ; Leyde, 1619, in-12.
- Inscriptiones antiquæ totius orbis Romani, auspiciis Jos. Scaligeri ac M. Velseri accedunt XXIV Scaligeri Indices, 2 vol. in-f°, [S.d.sl.], mais surement publié à Heidelberg, selon Nicéron en 1601, selon Fabricius en 1603, Amsterdam, 1707, 4 vol. in-f°, de beaucoup augmenté par Graevius.Après la mort de Smetius, la collection d’inscriptions latines recueillies par lui avait été publiée en 1588. Scaliger engagea Gruter à la compléter, et lui remit un grand nombre d’inscriptions, qu’il avait lui-même rassemblées. Aidé par Scaliger, Velser et d’autres, Gruter publia en effet les Inscriptiones antiquæ, et dédia cet ouvrage à l’empereur Rodolphe II. Celui-ci laissa à Gruter le choix de la récompense qu’il désirait pour son travail. Le savant ne voulut pas se prononcer, disant seulement qu’il n’accepterait pas d’argent mais, ayant appris qu’on songeait à lui conférer la noblesse de l’Empire, il déclara qu’il ne voulait pas de nouvelles armoiries, celles qu’il tenait de ses ancêtres lui étant déjà trop à charge. L’empereur alors lui accorda un privilège pour tous les livres qu’il publierait, et lui destina la dignité de « comte du sacré palais », mais il mourut sans en avoir signé le brevet.
- Lampas sive Fax artium liberalium, hoc est thesaurus criticus, in quo infinitis locis theologorum, philosophorum, oratorum, historicorum,poetarum, grammaticorum scripta supplentur, corriguntur, illustrantur, notantur, Francfort, 1602-1612, 6 vol. in-8°.Recueil très précieux, contenant une quantité de dissertations philologiques émanant des humanistes des XVe et XVIe siècles, lesquelles étaient devenues très rares, Un septième volume fut ajouté par Pareus, adversaire de Gruter ; ce dernier y est fort maltraité. Une nouvelle édition du recueil de Gruter fut faite à Florence, en 3 vol. in-f°, 1737-1747 ; on y trouve de plus les biographies des érudits auteurs des traités rassemblés dans cet ouvrage. Le relevé du contenu de chaque volume de la première édition se trouve à la p. 247 de la Bibliotheca Latinitatis restitutae de Noltenius et dans la Bibliographia antiquaria de Fabricius.
- Nota Tyronis et Annaei Senecae, sive characteres quibus utebantur Romani veteres in scriptura compendiaria, Francfort, 1603, in-f°.
- L. Annaei Senecae Tragœdia, Heidelberg, 1604, in-8° ; Leyde, 1621 et 1708, in-8°.
- Onosandri Strategicus, sive de imperatoris institutione ; accessit Urbicii Inventum adjiciuntur J. Gruteri Discursus varii ad aliquot insigniora loca Taciti atque Onosandri, Paris, 1604, in-4° ; Francfort, 1607, in-8° ; Amsterdam, 1673, in-8°.
- Discursus politici in Tacitum, Leipzig, 1679, in 4°.Pour Baudius et d’Amelot de La Houssaye, les réflexions de Gruter sur Tacite prouvent que leur auteur n’entendait rien aux affaires politiques.
- Duodecim Panegyrici veteres emendati, aucti, Francfort, 1607, in-16.
- Veleli Paterculi Historia Romanæ, Francfort, 1607, in-12.
- Sallustii Opera, cum J. Ricit, Glareani, Aldi Manulii, F. Ursini, Jani Douzæ Janique Gruteri notis, Francfort, 1607, in-8°.
- Deliciæ CC Poetarum Italorum hujus superiorisque ævi, Francfort, 1608, 2 vol. in-16, sous le pseudonyme de « Ranatius Gherus ».
- Historiæ Augustæ Scriptores, cum notis politicis, Francfort, 1609, in-f° ; Hanau, 1611, in-f°.Cet ouvrage comprend tous les historiens latins depuis Auguste, tels que Florus, Suétone, Ammien Marcellin, Jornandès et les historiens spécialement connus sous le nom de Historiæ Augustæ Scriptores ; les notes de Gruter ont été réimprimées avec celles de Casaubon et de Saumaise dans les Historia Augusta Scriptores, Leyde, 1671, 2 vol. in-8°.
- Deliciæ C Poetarum Gallorum hujus superiorisque ævi, Francfort, 1609, 3 vol. in-16.
- Titi Livii Historia, ad fidem codicum Bibliotheca Palatinae, Francfort, 1609-1612, 2 vol. in-8°, et 1628, in-f° ; Paris, 1625, in-f° ; Francfort, 1634, 2 vol. in-8°.
- Florilegium ethico-politicum, cum gnomis Græcorum, proverbiis germanicis, belgicis, britannicis, italicis, gallicis, hispanicis, Francfort, 1610-1612, 3 vol. in-8°.L’auteur n’ayant pas classé par ordre méthodique les proverbes qu’il avait rapportés et annotés, cet ouvrage n’eut pas de succès.
- Plinii Epistolæ cum notis, Francfort, 1611, in-16.Les notes de Gruter ont été réimprimées dans l’édition de Pline donnée à Leyde en 169, in-8°.
- Deliciæ C Poetarum Belgicorum hujus superiorisque ævi, Francfort, 1614, 4 vol. in-16.
- Chronicon Chronicorum ecclesiastico-politicum, Francfort, 1614,4 vol. in-8°, sous le pseudonyme de « Joannes Gualterus ».Compilation souvent inexacte et incomplète, commençant à la première année de notre ère et allant jusqu’en 1613.
- M. T. Ciceronis Opera, emendata a Jano Guillielmio et Jano Grutero, cum notis, Hambourg, 3 vol. in-f° ; Ibid., 1618, 5 vol. in-f° ; Amsterdam, 1661, 2 vol. in-4°, par les soins de Schrelvius ; Leyde, 1692, 2 vol. in-4°, Jacques Gronovius, éd.Cette édition est estimée. Gruter se servit de la collection de variantes rassemblées par Guillielmius, mais non du manuscrit que ce dernier avait déjà remis à l’imprimeur pour une édition de Cicéron.
- Orationes politica Dinarchi, Lesbonactis, Lycurgi, Herodis, Demadis, gracce et latine, Hanau, 1619, in-12.
- Christophori Pflugii Epistola monitoria, in qua fatuitas Apologiæ Joan. Ph. Parei contra J. Gruterum detegitur, Wittemberg, 1620, in-12.Pareus, ancien disciple de Gruter, voyant plusieurs de ses remarques sur Plaute contestées par Gruter, avait écrit contre ce dernier, qui riposta par cette lettre très violente,  très loin son caractère ordinairement calme. Pareus répondit, et Gruter répliqua par la satire suivante : Asini Cumani fraterculuse Plauti electis electus1619, in-12, antidaté, sans nom de lieu, sous le pseudonyme de « Eustathius Su. P. »
- Plauti Comædia, Wittemberg, 1621, in-4°.La révision critique de cette édition estimée fut faite par Gruter, les notes sont de Taubmann.
- Florilegium magnum, sive Polyantheæ tomus secundus, Strasbourg, 1624, in-f°.Il s’agit de la continuation de la Polyanthea nova : hoc est opus suavissimis floribus celebriorum sententiarum tam graecarum quam latinarum refertum, de Josephus Langius, Francfort, 1607. Un abrégé en a été donné à Strasbourg, en 1624, in-8°.
- Bibliotheca Exulum, seu enchiridion divinæ humanæque prudentiæ, Strasbourg, 1624, in-12 ; Francfort, 1695, in-12.Recueil de maximes composées par Gruter, extrait de son Florilegium ethico-politicum.
- Ovidii Opera, Leyde, 1629, 3 vol. in-16.Il n’y a qu’une partie des notes qui soit de Gruter, les autres sont de Scaliger ; le texte fut corrigé par Heinsius. Les lettres de Gruter sont disséminées dans plusieurs recueils. Il y en a 24 dans G. Camdeni et illustrium virorum ad eum Epistolæ, Londres, 1691, in-4° ; 13 dans Marq. Gudii et doctorum virorum adeum Epistolæ, Utrecht, 1697, in-4° ; d’autres se trouvent dans les Epistola celebrium eruditorumque virorum, Amsterdam, 1705, totarum de Burmann dans les tomes IV et V des Amœnitates litteraria de Schelhorn.

## Sources
- Ferdinand Hœfer, Nouvelle biographie générale depuis les temps les plus reculés jusqu’à nos jours, t. 22. Grévin - Gyulay, Paris, Firmin Didot, 1859, 992 p. (lire en ligne), p. 264-69
- « Jean Gruter », dans Louis-Gabriel Michaud, Biographie universelle ancienne et moderne : histoire par ordre alphabétique de la vie publique et privée de tous les hommes avec la collaboration de plus de 300 savants et littérateurs français ou étrangers, 2e édition, 1843-1865 [détail de l’édition]